# Körfält

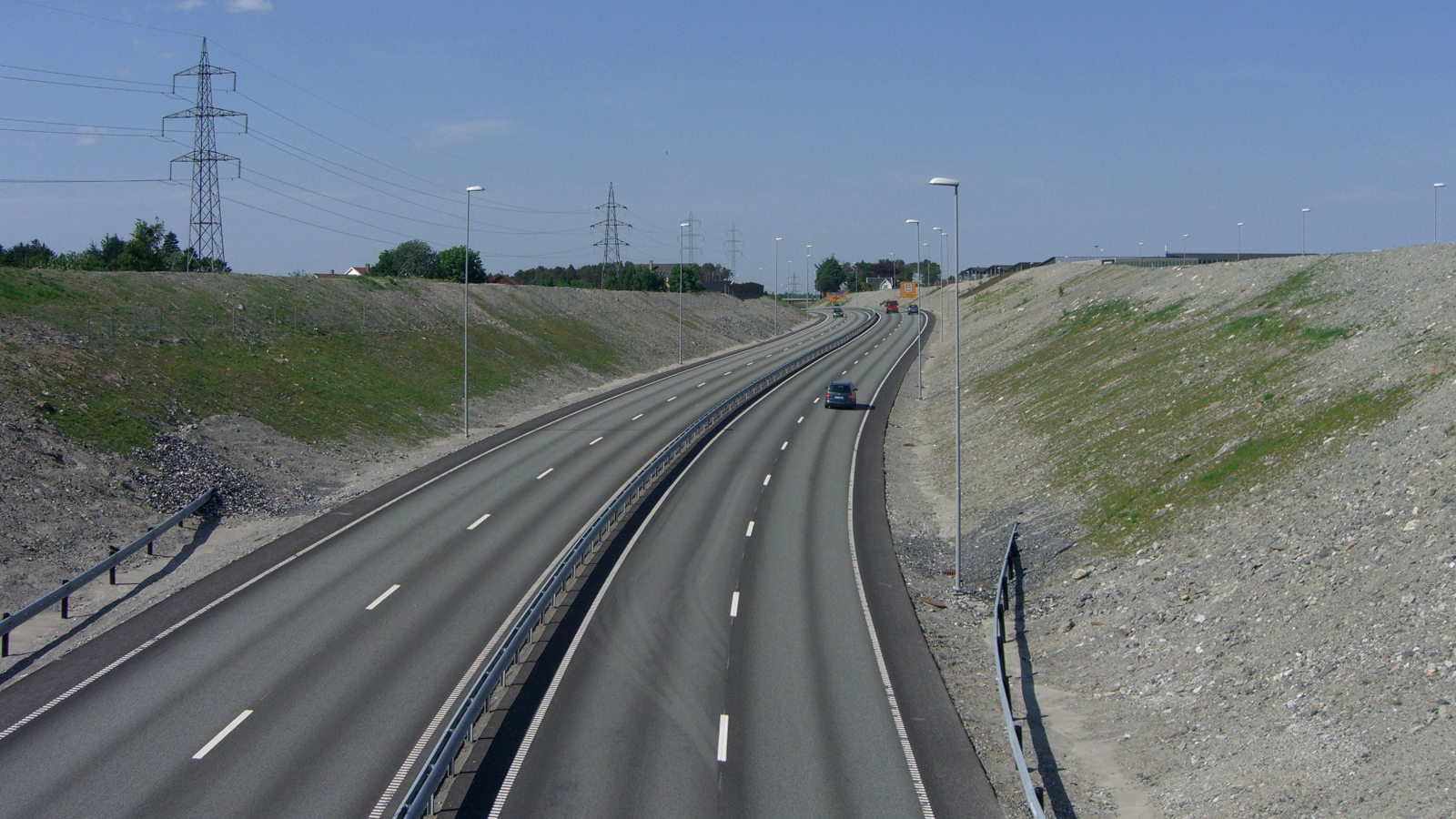
Väg med fyra körfält i Sandnes i Norge.

Ett körfält är en del av en körbana på en väg, vilket är avsett för trafik huvudsakligen i en riktning och med en bils bredd. Ett körfält ska vara så brett att ett fordon inte ska inkräkta på angränsande körfält. Längs körfältet har vanligen väglinjer anbragts, för att avskilja det från övriga körfält och från vägrenen. I sammanhang som inte är fackmässiga används även ordet fil som synonym.

## Typer av körfält
- Additionskörfält
- Accelerationsfält
- Retardationsfält